# 小葵
小葵（1992年11月25日—），別名內子宮崎葵、XiaoKui、人氣表姐、R葵、葵葵子、葵冰冰，本名張子稀，是一名台灣遊戲實況主及電子競技比賽主持，老公為台灣電競戰隊One team 教練恩天（NT）。

## 簡介
小葵小時候喜歡玩電玩遊戲，她經常與男生一起比賽。並就讀國立台北教育大學心理與諮商系，於2015年畢業。2013年從表哥鼓勵下，開始於Twitch展開實況生涯，並慢慢累積人氣，當有一定人氣後，正式於觀眾露臉。並於同年開始於職業比賽進行主播。目前主持的遊戲包括英雄聯盟、傳說對決、爐石戰記、絕地求生等。

## 經歷
現場活動
2015-07 Google Play夏日遊戲祭 - 黑貓維茲
2015-06 電玩快打 - 魔法使與黑貓維茲
2015-06 暴雪英霸百場百萬挑戰賽
2015-05 NVIDIA LIVE
2015-05 StreetFighter百人斬活動 at Shiryouko
2015-01 台北國際電玩展
2014-10 華梵大學校園電競經驗分享
2014-08 WirForce
2014-07 全民踢足球 一球入魂大賽
2014-07 ASUS ROG Game Party
2014-03 ASUS Fan Day名人表演賽
2014-01 台北國際電玩展 Logitech名人挑戰賽
2013-10-09 Colain了沒 邀請來賓

主持轉播
2015- 暴雪英霸 社群名人挑戰賽
2015- 英雄聯盟大專聯賽
2014-10 World Championship S4
2014-07 GPL summer 初登場
2014-06 NVIDIA Gamer's Day
2014-05 鉄人論壇改版表演賽
2014-01 台北國際電玩展羅技ARAM現場賽
2014-01 羅技ARAM挑戰賽主播初登板
2013-11 蕃薯藤大專聯賽Season 1
2019 狼谷育樂台《電競老司機》
2022 GCS春季總冠軍賽
2023 GCS春季總冠軍賽

## 獎項及提名
| 年份   | 頒獎典禮         | 獎項                     | 結果 |
| ------ | ---------------- | ------------------------ | ---- |
| 2019年 | 2019亞洲電競大賞 | 年度最佳電玩直播創作者獎 | 提名 |
| 2019年 | 2019亞洲電競大賞 | 年度最佳主持人獎         | 提名 |

## 外部連結
- YouTube上的小葵頻道（現時直播頻道）
- 小葵的Twitch频道（2016-2019年）
- 小葵的Facebook專頁
- 小葵的Instagram帳戶